# Gunther Stilling
Gunther Stilling, né le 2 mai 1943 à Srpski Miletić en Voïvodine (Royaume de Yougoslavie) et mort le 13 janvier 2024 à Güglingen (Bade-Wurtemberg, Allemagne), est un enseignant et sculpteur allemand, utilisant généralement la pierre ou le métal : le grès ou le bronze.

## Biographie
Gunther Stilling étudie à l'académie des beaux-arts de Stuttgart (Staatliche Akademie der Bildenden Künste) de 1964 à 1969, et travaille ensuite comme sculpteur indépendant. De 1973 à 1978, il est assistant de Carl-Heinz Kliemann à l'institut des beaux-arts de l'université de Karlsruhe. Il est membre de l'Association des artistes du Bade-Wurtemberg depuis 1975. Depuis 1979, il est professeur de design plastique à l'université des sciences appliquées de Kaiserslautern. Il vit et travaille à Güglingen et depuis 1980 également dans son deuxième atelier à Pietrasanta (Toscane), en Italie. Depuis 1992, il occupe un poste d'enseignant à l'Universités de Karlsruhe et à l'Université de Brighton en Angleterre.
Gunther Stilling  meurt le 13 janvier 2024 à l’âge de 80 ans.

## Œuvre
Stilling travaille principalement le métal et le grès. La tête est l'un de ses motifs récurrents. En plus des figures et des sculptures, il crée également de nombreuses fontaines. Ses œuvres peuvent être vues dans les espaces publics de nombreuses villes du sud-ouest de l'Allemagne et ont reçu plusieurs prix.